# Hokej na trawie na Letnich Igrzyskach Olimpijskich 1972
Hokej na trawie na Letnich Igrzyskach Olimpijskich 1972 w Monachium, został rozegrany w dniach 27 sierpnia – 10 września. W turnieju udział wzięło 16 drużyn męskich (kobiety nie startowały). Złoty medal zdobyła reprezentacja RFN (gospodarze igrzysk), srebro przypadło Pakistanowi a brąz drużynie Indii. W zawodach udział wzięła również reprezentacja Polski, która zajęła 11. miejsce. W turnieju uczestniczyło 263 laskarzy. Zawody miały miejsce na boisku do hokeja na trawie - Hockeyanlage, będącym częścią stadionu Olympiapark München.

## Rezultaty zawodów[2]

### Grupa A
| Drużyna   | Pkt | Mecze | Zwycięstwa | Remisy | Porażki | Strzelone bramki | Stracone bramki |
| --------- | --- | ----- | ---------- | ------ | ------- | ---------------- | --------------- |
| RFN       | 13  | 7     | 6          | 1      | 0       | 17               | 5               |
| Pakistan  | 11  | 7     | 5          | 1      | 1       | 17               | 6               |
| Malezja   | 9   | 7     | 4          | 1      | 2       | 9                | 7               |
| Hiszpania | 8   | 7     | 2          | 4      | 1       | 9                | 8               |
| Belgia    | 5   | 7     | 2          | 1      | 4       | 8                | 14              |
| Francja   | 4   | 7     | 2          | 0      | 5       | 6                | 13              |
| Argentyna | 3   | 7     | 0          | 3      | 4       | 4                | 9               |
| Uganda    | 3   | 7     | 0          | 3      | 4       | 6                | 14              |

27 sierpnia
| RFN | 5 – 1 | Belgia |

27 sierpnia
| Pakistan | 3 – 0 | Francja |

27 sierpnia
| Hiszpania | 1 – 1 | Argentyna |

27 sierpnia
| Malezja | 3 – 1 | Uganda |

28 sierpnia
| Belgia | 1 – 1 | Argentyna |

28 sierpnia
| RFN | 1 – 0 | Malezja |

28 sierpnia
| Pakistan | 1 – 1 | Hiszpania |

28 sierpnia
| Francja | 3 – 1 | Uganda |

29 sierpnia
| Hiszpania | 0 – 0 | Malezja |

29 sierpnia
| Pakistan | 3 – 1 | Uganda |

29 sierpnia
| Belgia | 1 – 0 | Francja |

29 sierpnia
| RFN | 2 – 1 | Argentyna |

31 sierpnia
| Argentyna | 0 – 0 | Uganda |

31 sierpnia
| Pakistanu | 1 – 2 | RFN |

31 sierpnia
| Hiszpania | 1 – 0 | Belgia |

31 sierpnia
| Francja | 0 – 1 | Malezja |

1 września
| Hiszpania | 3 – 2 | Francja |

1 września
| RFN | 1 – 1 | Uganda |

1 września
| Pakistan | 3 – 1 | Argentyna |

1 września
| Belgia | 2 – 4 | Malezja |

3 września
| RFN | 2 – 1 | Hiszpania |

3 września
| Malezja | 0 – 3 | Pakistan |

3 września
| Argentyna | 0 – 1 | Francja |

3 września
| Belgia | 2 – 0 | Uganda |

4 września
| Hiszpania | 2 – 2 | Uganda |

4 września
| Belgia | 1 – 3 | Pakistan |

4 września
| Francja | 0 – 4 | RFN |

4 września
| Argentyna | 0 – 1 | Malezja |

### Grupa B
| Drużyna         | Pkt | Mecze | Zwycięstwa | Remisy | Porażki | Strzelone bramki | Stracone bramki |
| --------------- | --- | ----- | ---------- | ------ | ------- | ---------------- | --------------- |
| Indie           | 13  | 7     | 6          | 1      | 0       | 25               | 8               |
| Holandia        | 11  | 7     | 5          | 1      | 1       | 20               | 9               |
| Wielka Brytania | 9   | 7     | 4          | 1      | 2       | 15               | 10              |
| Australia       | 8   | 7     | 3          | 2      | 2       | 18               | 8               |
| Nowa Zelandia   | 7   | 7     | 2          | 3      | 2       | 16               | 11              |
| Polska          | 6   | 7     | 2          | 2      | 3       | 12               | 12              |
| Kenia           | 3   | 7     | 1          | 1      | 5       | 8                | 17              |
| Meksyk          | 0   | 7     | 0          | 0      | 7       | 1                | 40              |

27 sierpnia
| Holandia | 1 – 1 | Indie |

27 sierpnia
| Wielka Brytania | 6 – 0 | Meksyk |

27 sierpnia
| Australia | 0 – 0 | Nowa Zelandia |

27 sierpnia
| Polska | 1 – 0 | Kenia |

28 sierpnia
| Nowa Zelandia | 7 – 0 | Meksyk |

28 sierpnia
| Indie | 5 – 0 | Wielka Brytania |

28 sierpnia
| Holandia | 4 – 2 | Polska |

28 sierpnia
| Australia | 3 – 1 | Kenia |

30 sierpnia
| Holandia | 5 – 1 | Kenia |

30 sierpnia
| Indie | 3 – 1 | Australia |

30 sierpnia
| Polska | 3 – 0 | Meksyk |

30 sierpnia
| Nowa Zelandia | 2 – 1 | Wielka Brytania |

31 sierpnia
| Holandia | 2 – 0 | Nowa Zelandia |

31 sierpnia
| Australia | 10 – 0 | Meksyk |

31 sierpnia
| Kenia | 0 – 2 | Wielka Brytania |

31 sierpnia
| Indie | 2 – 2 | Polska |

2 września
| Holandia | 4 – 0 | Meksyk |

2 września
| Nowa Zelandia | 3 – 3 | Polska |

2 września
| Australia | 1 – 1 | Wielka Brytania |

2 września
| Indie | 3 – 2 | Kenia |

3 września
| Indie | 8 – 0 | Meksyk |

3 września
| Nowa Zelandia | 2 – 2 | Kenia |

3 września
| Wielka Brytania | 3 – 1 | Holandia |

3 września
| Australia | 1 – 0 | Polska |

4 września
| Holandia | 3 – 2 | Australia |

4 września
| Kenia | 2 – 1 | Meksyk |

4 września
| Indie | 3 – 2 | Nowa Zelandia |

4 września
| Wielka Brytania | 2 – 1 | Polska |

### Mecze o miejsca 5–8
7 września
| Australia | 2 – 1 | Malezja |

7 września
| Hiszpania | 0 – 2 | Wielka Brytania |

### Mecz o 15. miejsce
7 września
| Uganda | 4 – 1 | Meksyk |

### Mecz o 13. miejsce
7 września
| Kenia | 1 – 0 (dogr.) | Argentyna |

### Mecz o 11. miejsce
8 września
| Polska | 4 – 4 (dogr.) 3 – 0 (kar.) | Francja |

### Mecz o 9. miejsce
8 września
| Nowa Zelandia | 2 – 1 | Belgia |

### Mecz o 7. miejsce
9 września
| Hiszpania | 2 – 1 | Malezja |

### Mecz o 5. miejsce
9 września
| Australia | 2 – 1 (dogr.) | Wielka Brytania |

### Półfinały
8 września
| RFN | 3 – 0 | Holandia |

8 września
| Pakistan | 2 – 0 | Indie |

### Mecz o 3. miejsce
10 września
| Indie | 2 – 1 | Holandia |

### Finał
10 września
| RFN | 1 – 0 | Pakistan |

## Zestawienie końcowe drużyn
| Poz. | Drużyna         |
| ---- | --------------- |
|      | RFN             |
|      | Pakistan        |
|      | Indie           |
| 4    | Holandia        |
| 5    | Australia       |
| 6    | Wielka Brytania |
| 7    | Hiszpania       |
| 8    | Malezja         |
| 9    | Nowa Zelandia   |
| 10   | Belgia          |
| 11   | Polska          |
| 12   | Francja         |
| 13   | Kenia           |
| 14   | Argentyna       |
| 15   | Uganda          |
| 16   | Meksyk          |

## Medaliści
| | | |
| RFN Eduard Thelen · Peter Trump · Uli Vos · Rainer Seifert · Wolfgang Strödter · Eckardt Suhl · Michael Peter · Wolfgang Rott · Fritz Schmidt · Ulrich Klaes · Michael Krause · Peter Kraus · Werner Kaessmann · Carsten Keller · Detlev Kittstein · Wolfgang Baumgart · Horst Dröse · Dieter Freise | Pakistan Munawarux Zaman · Saleem Sherwani · Mohammad Zahid · Fezalur Rehman · Muhammad Shahnaz · Abdul Rashid · Muhammad Asad Malik · Akhtarul Islam · Islahud Din · Saeed Anwar · Mudassar Asghar · Jahangir Butt · Iftikhar Ahmed · Riaz Ahmed · Rasool Akhtar | Indie Mukhbain Singh · Virinder Singh · Harcharan Singh · Harmik Singh · Kulwant Singh · Krishnamurty Perumal · Ajitpal Singh · Harbinder Singh · Ashok Kumar · Kindo Michael · Galesh Mollerapoovayya · Govin Billimogaputtaswamy · Charles Cornelius · Manuel Frederick |

## Strzelcy bramek
17 bramek
- Ties Kruize

10 bramek
- Michael Krause

9 bramek
- Mukhbain Singh

8 bramek
- Ronald Riley

7 bramek
- Greg Dayman

6 bramek
- Barry Maister
- Abdul Rashid

5 bramek
- Paul Svehlik
- Henryk Grotowski

4 bramki
- James Mason
- Harmik Singh
- Kulwant Singh
- Murugesan Mahendran
- Jan Borren
- Munawwaruz Zaman
- Jorge Fábregas
- Kuldip Singh Bhogal

3 bramki
- Alfredo Quaquarini
- Ric Charlesworth
- Brian Glencross
- Charles Pous
- Michael Corby
- B. P. Govinda
- Michael Kindo
- Ashok Kumar
- Stefan Otulakowski
- Witold Ziaja
- Saeed Anwar

2 bramki
- Patrick Nilan
- Patrick Gillard
- Jean-François Gilles
- Guy Miserque
- Carl-Eric Vanderborght
- Patrick Burtschell
- Francis Coutou
- Terry Gregg
- Peter Marsh
- Rui Saldanha
- Davinder Singh Deegan
- Surjeet Singh Panesar
- Surjeet Singh Rihal
- Ramalingam Pathmarajah
- Sri Shanmuganathan
- Frans Spits
- Shahnaz Sheikh
- Włodzimierz Matuszyński
- Francisco Amat
- José Sallés
- Horst Dröse
- Werner Kaessmann
- Rainer Seifert

1 bramka
- Jorge Sabbione
- Greg Browning
- Donald Smart
- Philippe Collin
- Jean-Luc Darfeuille
- Georges Grain
- Eric Pitau
- Joe Ahmad
- Michael Crowe
- John French
- Christopher Langhorne
- M. P. Ganesh
- Tarlochan Singh Chana
- Brajinder Singh Daved
- Avtar Singh Sohal
- Francis Belavantheran
- Franco De Cruz
- Harnahal Singh Sewa
- José Miguel Huacuja
- José María Mascaro
- Nico Spits
- Jeroen Zweerts
- Jeff Archibald
- Mudassar Asghar
- Akhtarul Islam
- Muhammad Asad Malik
- Fazalur Rehman
- Stanisław Kaźmierczak
- Aleksander Wrona
- Józef Wybieralski
- José Alustiza
- Jaime Amat
- Juan Amat
- Paul Adiga
- Willie Lobo
- Ajit Singh Bhogal
- Jagdish Singh Kapoor
- Amarjit Singh Sandhu
- Rajinder Singh Sandhu
- Wolfgang Baumgart
- Carsten Keller
- Detlev Kittstein
- Ulrich Klaes
- Uli Vos

## Skład reprezentacji Polski
- Jerzy Choroba (Siemianowiczanka)
- Aleksander Ciążyński (Sparta Gniezno)
- Bolesław Czaiński (Grunwald P-ań wych. Stella Gniezno)
- Jerzy Czajka (Warta P-ań)
- Henryk Grotowski (Grunwald P-ań wych. Stella Gniezno)
- Stanisław Iskrzyński (Grunwald Poznań)
- Zbigniew Juszczak (Grunwald P-ań)
- Stanisław Kasprzyk (Sparta Gniezno)
- Stanisław Kaźmierczak (Grunwald P-ań)
- Marek Kruś (Grunwald P-ań)
- Zbigniew Łój (Siemianowiczanka)
- Włodzimierz Matuszyński (Grunwald P-ań)
- Stefan Otulakowski (Warta P-ań)
- Ryszard Twardowski (Grunwald  P-ań)
- Stefan Wegnerski (Grunwald P-ań, wych Stelli Gniezno)
- Aleksander Wrona (Śląsk Katowice)
- Józef Wybieralski (Warta Poznań)
- Witold Ziaja (Siemianowiczanka)

### Ciekawostki i kontrowerjse
Zdobycie złotego medalu przez reprezentację RFN było pierwszym tytułem osiągniętym przez reprezentację z Europy od 1920 roku. W ostatnich dziesięciu minutach meczu o złoty medal sędziowie dwukrotnie przerywali grę, aby kibice z Pakistanu, którzy wbiegli na boisko, mogli zostać usunięci, a ich zawodnicy i oficjele wielokrotnie protestowali przed arbitrami. Po ostatnim gwizdku pakistańscy kibice i oficjele wtargnęli na boisko i zaatakowali zachodnioniemiecką policję i ochronę stadionu, po czym szturmowali stół sędziów turnieju, a następnie wylali wiadro wody na prezesa Międzynarodowej Federacji Hokeja (IHF) - Rene Franka, podczas gdy gracze z Pakistanu zdewastowali swoją szatnię.
Podczas ceremonii wręczenia medali pakistańscy hokeiści odmówili noszenia srebrnych medali oraz odwrócili się plecami gdy grano hymn RFN. Jedenastu pakistańskich graczy zostało dożywotnio wykluczonych z reprezentacji narodowej, ale po wystosowaniu oficjalnych przeprosin zakaz został skrócony do dwóch lat - ośmiu z nich pojawiło się podczas igrzysk olimpijskich w 1976.